# King (album de T.I.)
Pour les articles homonymes, voir King.
Albums de T.I.
Urban Legend
(2004) T.I. Vs T.I.P.
(2007)
Singles
1. What You Know
Sortie : 28 janvier 2006
2. Why You Wanna (Feat Shy’m)
Sortie : 18 avril 2006
3. Live in the Sky
Sortie : 24 septembre 2006

King est le quatrième album studio de T.I., sorti le 28 mars 2006 aux États-Unis.
On y retrouve, entre autres, Pharrell Williams, Common, Jamie Foxx, Young Buck et Young Jeezy en featuring, et côté production, Just Blaze, The Neptunes, Mannie Fresh, Swizz Beatz, DJ Toomp et le producteur de Grand Hustle Records, Khao.
L'album, qui s'est classé 1er au Billboard 200, au Top R&B/Hip-Hop Albums et au Top Internet Albums, a été certifié disque de platine par la Recording Industry Association of America (RIAA) le 25 avril 2006.

## Liste des titres
| No  | Titre                                                                                                | Auteur | Contient un (des) sample(s) de | Durée |
| --- | --- | --- | --- | ----- |
| 1.  | King Back (Produit par Just Blaze)                                                                   | Clifford Harris, Justin Smith, Ray Davies                                                                                           | Sting of the Serpent de Ray « Funky Trumpet » Davies                                                                                                   | 4:12  |
| 2.  | Front Back (featuring UGK – Produit par Mannie Fresh)                                                | Chad Butler, Bernard Freeman, Harris, O'Shea Jackson, The Meters, Freddie Southwell, Eric Wright, Andre Young                       | Front, Back & Side to Side by UGK (1994) | 3:42  |
| 3.  | What You Know (Produit par DJ Toomp)                                                                 | Harris, Aldrin Davis, Donny Hathaway, Curtis Mayfield, Leroy Hutson                                                                 | Gone Away de Roberta Flack I Believe to My Soul de Donny Hathaway                                                                                      | 4:34  |
| 4.  | I'm Talkin' to You (Produit par Just Blaze)                                                          | Harris, Smith | Nobody Knows du SCLC Operation Breadbasket Orchestra and Choir                                                                                         | 5:40  |
| 5.  | Live in the Sky (featuring Jamie Foxx – Produit par Keith Mack)                                      | Harris, Keith McMasters | | 5:46  |
| 6.  | Ride Wit Me (Produit par Keith Mack)                                                                 | Harris, McMasters | | 4:04  |
| 7.  | The Breakup (Skit) (Keith Mack)                                                                      | | | 1:56  |
| 8.  | Why You Wanna (Produit par Kevin « Khao » Cates)                                                     | Harris, Kevin Cates, Neal Conway, Crystal Waters, Tei Towa, Bebel Gilberto, Kamaal Fareed, Ali Muhammad, Malik Taylor, James Yancey | Gypsy Woman (She's Homeless) de Crystal Waters Got 'Til It's Gone de Janet Jackson featuring Q-Tip et Joni Mitchell Find a Way de A Tribe Called Quest | 3:37  |
| 9.  | Get It (Produit par Swizz Beatz)                                                                     | Harris, Kasseem Dean, Enrico Simonetti, Antonio Murri, Dino Verdi                                                                   | Molla Tutto de Loretta Goggi | 3:40  |
| 10. | Top Back (Produit par Mannie Fresh)                                                                  | Harris, Byron O. Thomas | | 4:42  |
| 11. | I'm Straight/Pimp C (Skit) (featuring B.G. et Young Jeezy – Produit par Nick Fury et The Chosen One) | Harris, C. Dorsey, S. Graham, N. Loftin                                                                                             | | 6:35  |
| 12. | Undertaker (featuring Young Buck et Young Dro – Produit par Kevin « Khao » Cates)                    | Harris, Cates, David Brown, D'Juan Hart                                                                                             | | 4:13  |
| 13. | Stand Up Guy (Produit par Kevin « Khao » Cates)                                                      | Harris, Cates | | 3:16  |
| 14. | You Know Who (Produit par Tony Galvin et Travis Barker)                                              | Harris, Solomon Burke, Tony Galvin                                                                                                  | Fight Back de Solomon Burke | 2:54  |
| 15. | Goodlife (featuring Pharrell et Common – Produit par The Neptunes)                                   | Harris, Pharrell Williams, Lonnie Lynn, DMystro Staggs                                                                              | | 4:28  |
| 16. | Hello (featuring Governor – Produit par Kevin « Khao » Cates)                                        | Harris, Cates, Governor Washington Jr.                                                                                              | Hello It's Me des Isley Brothers | 3:34  |
| 17. | Told You So (Produit par Keith Mack)                                                                 | Harris, McMasters | | 4:22  |
| 18. | Bankhead (featuring P$C et Young Dro – Produit par DJ Toomp)                                         | Harris, Davis, E. Gold, N. Josey, S. Merrett, Hart                                                                                  | Theme From Exodus de Ferrante & Teicher | 4:26  |

| 19. | Drug Related (Produit par Chad « Wes » Hamilton) | Harris, Chad Hamilton, Willie Hutch, R. Press | Love Me Back de Willie Hutch | 3:41 |

| 19. | You Ain't Fly (Produit par Just Blaze)            | 3:47 |
| 20. | Why You Wanna (Benztown Remix) (Produit par Khao) | 3:50 |